# Пешехонов, Алексей Васильевич
Алексе́й Васи́льевич Пешехо́нов (21 января (2 февраля) 1867 — 3 апреля 1933, Рига) — русский экономист, журналист, политический деятель. Министр продовольствия Временного правительства (1917).

## Образование и начало деятельности
Учился в Тверской духовной семинарии. В 1884 был привлечён к политическому делу как свидетель и исключён из семинарии за «неблагонадёжность». Не смог поступить в другое учебное заведение, занимался самообразованием. В 1888 был призван на военную службу, для отбывания которой был отправлен по этапу в Дагестанскую область, освобождён от военной службы в 1891.

## Земский статистик
Был народным учителем, затем статистиком при тверском и орловском земствах.
В 1894 арестован в Орле по делу организации «Народное право», отправлен в Петербург, где в течение пяти месяцев находился под стражей в Доме предварительного заключения.
В 1896—1898 — заведующий статистическим бюро Калужской губернской земской управы, занимался исследованием Козельского уезда, в 1897—1898 издал в Калуге его описание. Публиковал статьи в журналах «Вестник Европы» и «Русское богатство». В 1898 — заведующий статистическим бюро Полтавской губернской земской управы. В том же году по приказу министра внутренних дел был выслан сроком на три года из Полтавской губернии вместе с 27 другими земскими служащими за бойкот, объявленный их коллеге, обвинённому в доносах.

## Публицист и политик
В начале 1899 поселился в Петербурге, вёл внутреннее обозрение в журнале «Русское богатство», с 1904 был членом его редакционного комитета. В 1901 выслан из Петербурга, жил в Пскове, в конце 1902 получил разрешение вернуться в столицу.
В 1903 стал одним из основателей леволиберального «Союза освобождения», входил в состав его комитета, находился на левом фланге этой организации, допускал возможность сотрудничества с социалистами-революционерами. 8 (21) января 1905, накануне «Кровавого воскресенья», вошёл в состав делегации из десяти представителей оппозиционно настроенной литературной интеллигенции, посетившей министров С. Ю. Витте и П. Д. Святополк-Мирского с тем, чтобы убедить их не применять военную силу против участников будущей демонстрации. После разгона демонстрации, в ночь на 11 (24) января 1905 был арестован вместе с другими членами делегации, заключён в Петропавловскую крепость, а через месяц выслан из Петербурга, в который вернулся после объявления амнистии в октябре того же года. В отличие от многих деятелей «Союза освобождения» не вошёл в состав Конституционно-демократической партии (Партии народной свободы). Сотрудничал в центральном органе партии эсеров «Революционная Россия», с ноября 1905 был главным редактором эсеровской газеты «Сын Отечества». В марте — мае 1906 находился под арестом по делу о крестьянском союзе.
В 1906 стал одним из основателей Народно-социалистической партии, бывшей правее эсеров и левее кадетов; её деятели придерживались народнической идеологии. Был членом комитета партии, входил в состав редакции её печатного органа «Народно-социалистическое обозрение». Публицист, автор работ по аграрному вопросу, экономическим и политическим проблемам, сторонник национализации земли. Опубликовал ряд книг, в том числе «На очередные темы» (СПб., 1904); «К вопросу об интеллигенции» (1906; перепечатка нескольких статей из предыдущего сборника); «Накануне» (1906); «Крестьяне и рабочие» (1906); «Экономическая политика самодержавия» (1906); «Земельные нужды деревни и основные задачи аграрной реформы» (1906); «Аграрная проблема в связи с крестьянским движением» (1906); «Хлеб, свет и свобода» (1906). Автор серии статей в журнале «Русское богатство» (март — август 1906), в которых были изложены программные положения Народно-социалистической партии.

## Деятельность в 1917 и во время Гражданской войны

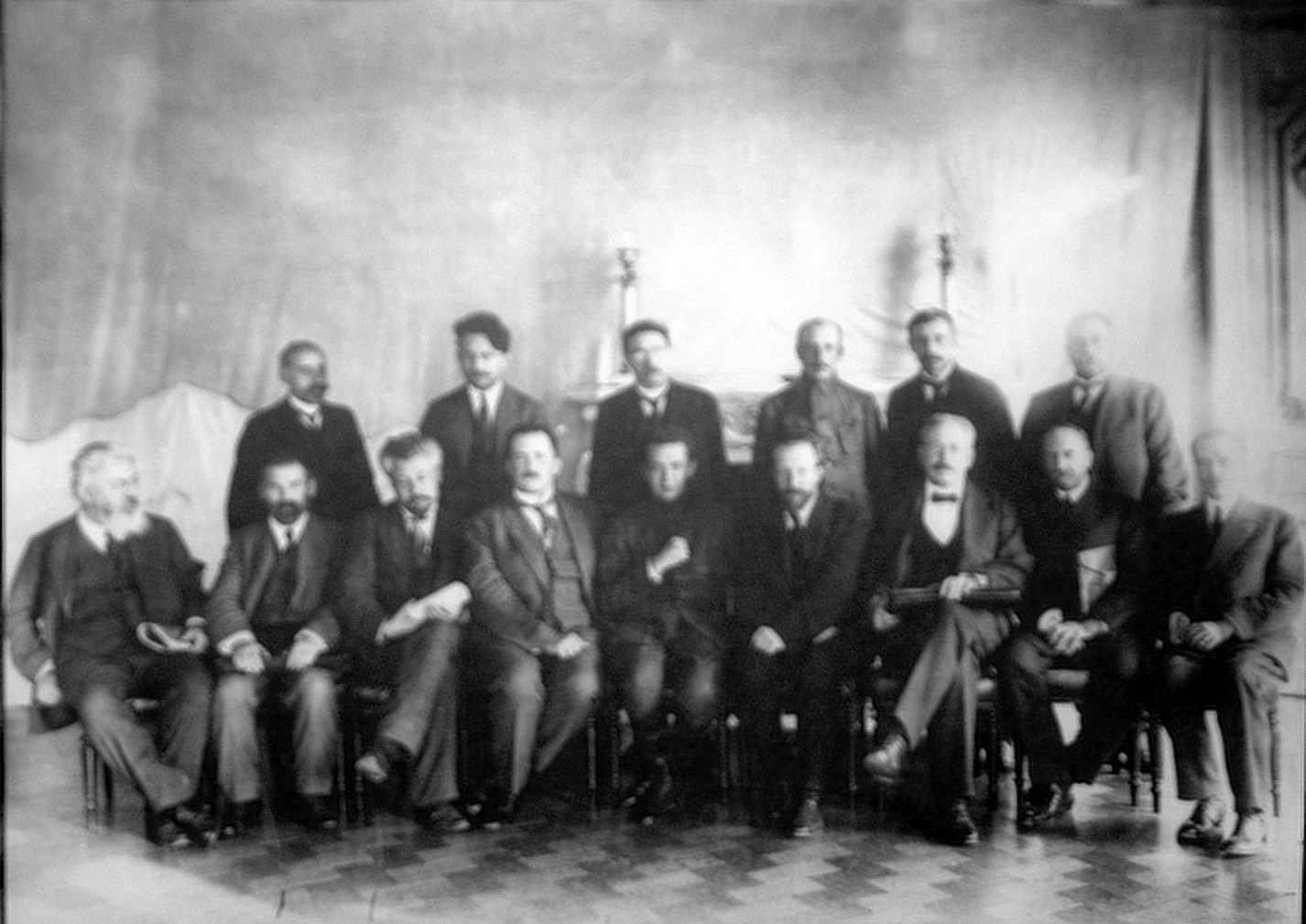
Пешехонов в составе второго коалиционного правительства (сидит, второй слева)

После Февральской революции 1917 вошёл в состав Исполкома Петроградского совета рабочих и солдатских депутатов. Был членом совета Главного земельного комитета. В мае 1917 входил в состав комиссии Совета, созданной для переговоров с Временным правительством об условиях вхождения представителей Совета в состав правительства, был сторонником коалиции социалистов с либералами. Входил во второй (первый коалиционный) и третий (второй коалиционный) составы Временного правительства в качестве министра продовольствия. В мае 1917 участвовал в Первом Всероссийском съезде крестьянских депутатов, но не был избран в состав исполкома Всероссийского совета крестьянских депутатов. Являлся членом ВЦИК Советов рабочих и солдатских депутатов. Сторонник государственного регулирования экономики, равномерного распределения продуктов и сокращения потребления, объявления хлеба общенародным достоянием, компенсации за отчуждаемые во время будущей аграрной реформы земли.
Известны слова Л. Д. Троцкого, сказанные на I Всероссийском съезде Советов рабочих и солдатских депутатов после выступления Пешехонова: «…Если бы мне сказали, что министерство будет составлено из 12 Пешехоновых, я сказал бы, что это огромный шаг вперёд».
В июне 1917 стал одним из лидеров вновь образованной Трудовой народно-социалистической партии (была создана в результате объединения Народно-социалистической партии и Трудовой группы), издавал её орган — газету «Народное слово». В октябре 1917 — товарищ председателя Временного совета Российской республики (Предпарламента).
После прихода к власти большевиков был членом антибольшевистской левоцентристской организации «Союз возрождения России», представлял её в Добровольческой армии.

## Эмигрант

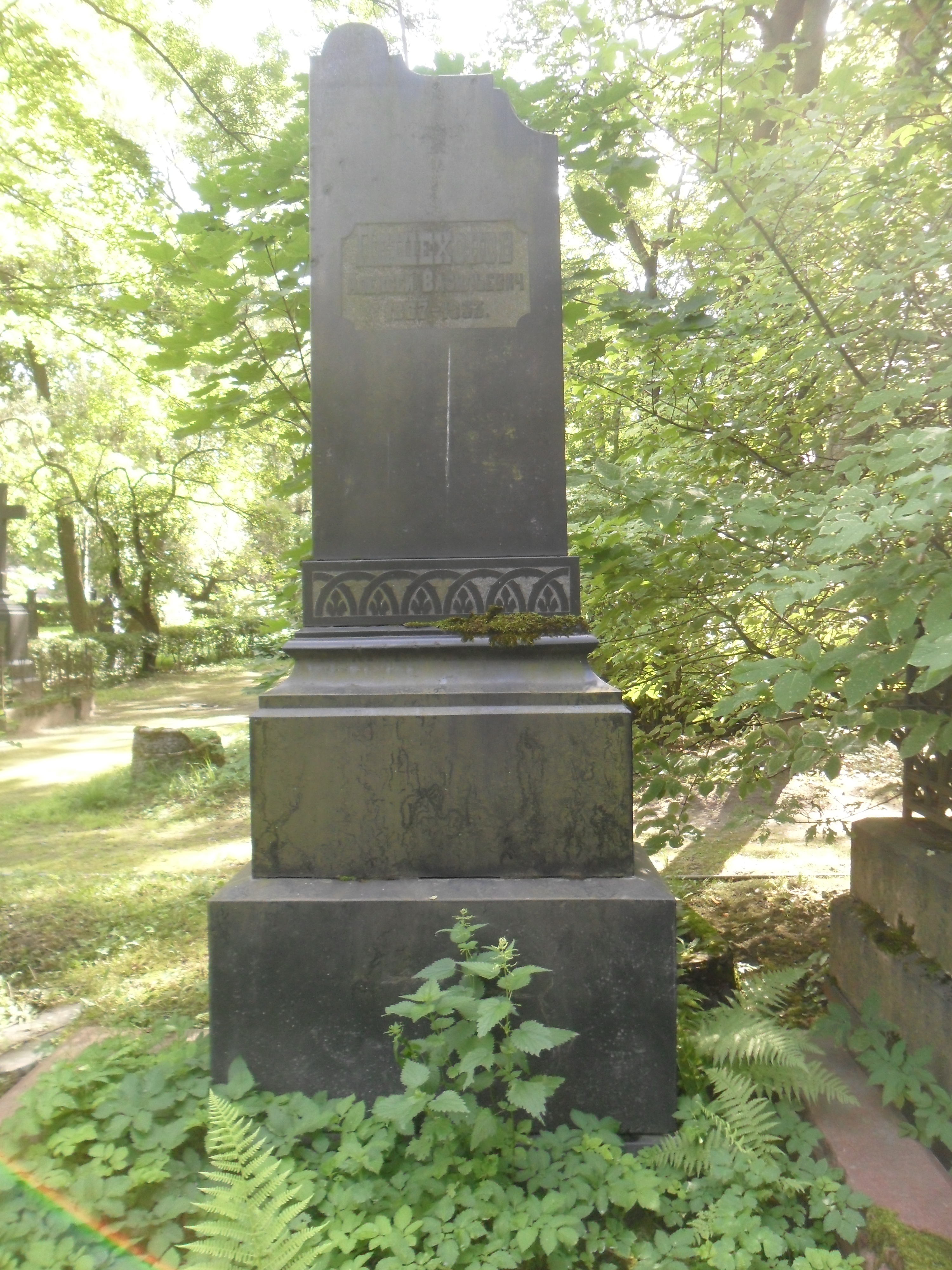
Могила Пешехонова на Литераторских мостках в Санкт-Петербурге.

В 1922 был выслан за границу вместе с другими оппозиционно настроенными представителями интеллигенции. Жил в Риге, Праге, Берлине. Неоднократно безуспешно просил советское правительство разрешить ему вернуться на родину, с 1927 работал консультантом в торгпредстве СССР в Прибалтике. В конце жизни получил советское гражданство. 
Первоначально был похоронен на Покровском кладбище в Риге, в 1941 году перезахоронен в Ленинграде. Его могила находится на Литераторских мостках Волкова кладбища.

## Сочинения
- Пешехонов А. В. Аграрная проблема в связи с крестьянским движением. — СПб.: Изд. ред журн. «Русское богатство», 1906. — 136 с.
- На очередные темы (СПб., 1904);
- К вопросу об интеллигенции (1906; перепечатка нескольких статей из предыдущего сборника);
- Накануне (1906);
- Крестьяне и рабочие (1906);
- Экономическая политика самодержавия (1906);
- Земельные нужды деревни и основные задачи аграрной реформы. (1906);
- Хлеб, свет и свобода (1906).
- Перед красным террором: Из воспоминаний о революции // На чужой стороне. 1923. № 3. С.200-220.
- Мои отношения с Азефом // На чужой стороне. 1924. № 5. С.51-69.